# إلين ماجنوسون
إلين ماجنوسون (بالسويدية: Elin Magnusson) هي لاعبة كرة قدم سويدية، ولدت في 2 يونيو 1982 في أوربرو في السويد. شاركت مع منتخب السويد لكرة القدم للسيدات. أما مع النوادي، فقد لعبت مع KIF Örebro DFF ‏.

## وصلات خارجية
- إلين ماجنوسون على موقع الاتحاد الأوربي (الإنجليزية)
- إلين ماجنوسون على موقع اتحاد السويد (السويدية)
- إلين ماجنوسون على موقع قاعدة بيانات كرة القدم.إي يو (الإنجليزية)
- إلين ماجنوسون على موقع Soccerway.com (الإنجليزية)